# 17 януари
17 януари е 17-ият ден в годината според григорианския календар. Остават 348 дни до края на годината (349 през високосна година).

## Събития
- 49 г. пр.н.е. – Рим е бил опразнен заради настъпващите от север легиони на Юлий Цезар.
- 395 г. – Римската империя е поделена между синовете на император Теодосий I на източна, с владетел Аркадий, и западна с владетел Флавий Хонорий.
- 1562 г. – Във Франция са легализирани хугенотите.
- 1718 г. – Огромно свлачище унищожава село Лойкербад в Швейцария, при което загиват 56 души.
- 1733 г. – Английският капитан Джеймс Кук става първият мореплавател, пресякъл южния полярен кръг.
- 1765 г. – Братът на Паисий Хилендарски, Лаврентий подарява бащината си къща в Банско за метох на Хилендарския манастир.
- 1775 г. – За пръв път е поставена пиесата „Съперници“ на Ричард Шеридан.
- 1793 г. – Конвентът на Франция гласува да бъде екзекутиран крал Луи XVI.
- 1819 г. – Симон Боливар обявява Колумбия за самостоятелна република.
- 1852 г. – Великобритания признава независимостта на Трансваал – провинция в Южна Африка.
- 1878 г. – Руско-турска война (1877–1878): Битката при Пловдив открива пътя за руско настъпление към Цариград; освободени са Ямбол и Сливен.
- 1917 г. – САЩ купуват от Дания Вирджинските острови за 25 млн. долара.
- 1919 г. – В Месинския пролив потъва френският кораб „Chaonia“, загиват 460 пътници и екипаж.
- 1945 г. – Втората световна война: Червената армия влиза във Варшава.
- 1959 г. – Извършена е реформа на административното разделение на България – разформировани са административните окръзи и околии и са създадени 30 нови административно-икономически окръзи, които по-късно стават 28.
- 1966 г. – Американски самолет загубва до бреговете на Испания четири водородни бомби.
- 1969 г. – Бийтълс пускат на пазара албума си Yellow Submarine (Жълта подводница).
- 1973 г. – Фердинанд Маркос става пожизнен президент на Филипините.
- 1983 г. – Нигерия експулсира над 2 милиона имигранти, най-вече от Гана.
- 1991 г. – След смъртта на баща си Олаф V, Харалд V става крал на Норвегия.
- 1995 г. – Земетресение в Кобе, Япония, с магнитуд 7,3 по Скалата на Рихтер причинява огромни материални щети и убива 6433 души.
- 2003 г. – В Черно море близо до българското крайбрежие е открит кораб, пролежал на дъното 2400 години.
- 2008 г. – Полет 38 на „Бритиш Еъруейс“ се разбива пред пистата на летище „Лондон Хийтроу“ и ранява 47 души.

## Родени
- 1504 г. – Пий V, пимски папа († 1572 г.)
- 1706 г. – Бенджамин Франклин, американски писател († 1790 г.)
- 1732 г. – Станислав Август Понятовски, полски крал († 1798 г.)
- 1794 г. – Айлхард Мичерлих, германски химик († 1863 г.)
- 1798 г. – Огюст Конт, френски философ († 1857 г.)
- 1820 г. – Ан Бронте, британска писателка († 1849 г.)
- 1847 г. – Николай Жуковски, руски учен († 1921 г.)
- 1849 г. – Андон Балтов, български революционер († 1918 г.)
- 1860 г. – Георги Вазов, български генерал, брат на поета Иван Вазов († 1934 г.)
- 1863 г. – Дейвид Лойд Джордж, британски премиер († 1945 г.)
- 1863 г. – Константин Станиславски, руски актьор († 1938 г.)
- 1870 г. – Мария Луиза Бурбон-Пармска, италианската принцеса († 1899 г.)
- 1870 г. – Стефан Бончев, български геолог († 1947 г.)
- 1871 г. – Дейвид Бийти, британски адмирал († 1936 г.)
- 1880 г. – Мак Сенет, американски актьор († 1960 г.)
- 1887 г. – Никола Андонов, български художник († 1981 г.)
- 1888 г. – Александър Чаянов, руски учен († 1937 г.)
- 1898 г. – Евдокия, българска княгиня († 1985 г.)
- 1899 г. – Ал Капоне, американски гангстер († 1947 г.)
- 1902 г. – Леонид Трауберг, руски сценарист († 1990 г.)
- 1905 г. – Гилермо Стабиле, аржентински футболист († 1966 г.)
- 1909 г. – Ъруин Сандърс, американски социолог († 2005 г.)
- 1911 г. – Джордж Стиглър, американски икономист, Нобелов лауреат през 1982 г. († 1991 г.)
- 1919 г. – Дафо Трендафилов, български майстор гайдар и преподавател († 2010 г.)
- 1919 г. – Дезмънд Дос, американски военен герой († 2006 г.)
- 1922 г. – Бети Уайт, американска актриса († 2021 г.)
- 1927 г. – Ърта Кит, американска актриса († 2008 г.)
- 1931 г. – Джеймс Ърл Джоунс, американски актьор († 2024 г.)
- 1933 г. – Далида, френска певица († 1987 г.)
- 1934 г. – Иван Спасов, български композитор († 1996 г.)
- 1940 г. – Табаре Васкес, уругвайски политик († 2020 г.)
- 1942 г. – Мохамед Али, американски боксьор († 2016 г.)
- 1943 г. – Рене Превал, хаитянски политик († 2017 г.)
- 1952 г. – Иля Прокопов, български историк
- 1956 г. – Пол Янг, британски музикант
- 1961 г. – Мая Чибурданидзе, грузинска шахматистка
- 1962 г. – Джим Кери, канадски актьор
- 1963 г. – Нарцис Торбов, български археолог
- 1964 г. – Алекс Бранс, костарикански професионален покер играч
- 1964 г. – Мишел Обама, съпруга на Барак Обама
- 1966 г. – Любчо Георгиевски, македонски политик
- 1966 г. – Русанка Ляпова, българска преводачка
- 1969 г. – Лукас Мудисон, шведски режисьор
- 1969 г. – Навийн Андрюс, английски актьор
- 1969 г. – Тиесто, холандски транс диджей
- 1970 г. – Джеймс Уатана, тайландски играч на снукър
- 1971 г. – Кид Рок, американски певец
- 1971 г. – Ричард Бърнс, британски рали състезател († 2005 г.)
- 1983 г. – Алваро Арбелоа, испански футболист
- 1985 г. – Симоне Симонс, холандска певица (Epica)
- 1986 г. – Антоанета Бонева, българска спортистка
- 1987 г. – Александър Усик, украински боксьор
- 1996 г. – Клео Меси, австралийска актриса

## Починали
- 395 г. – Теодосий I, римски император (* 347 г.)
- 1371 г. – Иван Александър, цар на България (*)
- 1468 г. – Скендербег, албански национален революционер (* 1405 г.)
- 1598 г. – Фьодор I, цар на Русия (* 1557 г.)
- 1751 г. – Томазо Албинони, италиански бароков композитор (* 1672 г.)
- 1805 г. – Абрахам Хиацинт Анкетил-Дюперон, френски ориенталист (* 1731 г.)
- 1869 г. – Александър Даргомижки, руски композитор (* 1813 г.)
- 1893 г. – Ръдърфорд Хейс, 19-и президент на САЩ (* 1822 г.)
- 1897 г. – Янош Вайда, унгарски поет (* 1827 г.)
- 1904 г. – Георги Странски, български политик (* 1847 г.)
- 1911 г. – Френсис Галтън, британски психолог и антрополог (* 1822 г.)
- 1915 г. – Никола Образописов, български художник и иконописец (* 1828 г.)
- 1933 г. – Луис Комфорт Тифани, американски художник и дизайнер (* 1848 г.)
- 1960 г. – Ичко Бойчев, български революционер (* 1882 г.)
- 1961 г. – Патрис Лумумба, първи министър-председател на Конго (* 1925 г.)
- 1977 г. – Таке Папахаджи, румънски фолклорист (* 1892 г.)
- 1978 г. – Атанас Далчев, български поет (* 1904 г.)
- 1979 г. – Храбър Попов, български архитект (* 1896 г.)
- 1980 г. – Александър Несмеянов, руски химик органик, академик (* 1899 г.)
- 1982 г. – Варлам Шаламов, писател, поет, публицист (* 1907 г.)
- 1982 г. – Пеньо Русев, български писател (* 1919 г.)
- 1982 г. – Фердинанд Хоринек, български шахматист (* 1896 г.)
- 1991 г. – Олаф V, крал на Норвегия (* 1903 г.)
- 2002 г. – Камило Хосе Села, испански писател, Нобелов лауреат през 1989 г. (* 1916 г.)
- 2004 г. – Чеслав Ниемен, полски поп-певец и композитор (* 1939 г.)
- 2005 г. – Алберт Шац, учен, микробиолог (* 1920 г.)
- 2005 г. – Чжао Цзиян, китайски политик и държавник (* 1919 г.)
- 2008 г. – Боби Фишер, американски шахматист (* 1943 г.)

## Празници
- Православна църква – Свети Антоний Велики (Антоновден)
- България – Празник на град Антоново
- Демократична република Конго – Ден на Патрис Лумумба
- Италия – Празник на град Аджерола